# Sandoz
«Сандоз» (Sandoz) — международная фармацевтическая компания, специализирующаяся на производстве биоаналогов и дженериков (воспроизведённых лекарственных средств, содержащее активную фармацевтическую субстанцию, идентичную ранее изобретённой и запатентованной другой компанией) для лечения инфекционных заболеваний, дерматологических заболеваний, респираторных заболеваний, заболеваний сердечно-сосудистой системы и центральной нервной системы, офтальмологических и обезболивающих средств, препаратов для лечения ревматологических и онкологических заболеваний, гормональной терапии.

## Общая информация
Компания «Сандоз» представлена в 140 странах мира в том числе: Канада, США, Австралия, Аргентина, Англия, Чехия, Испания, Украина, Франция, Россия и другие. Главное управление (штаб-квартира) находится в городе Хольцкирхен, Бавария, Германия. За годы своего существования компания стала одной из лучших в области разработки и производства дженериков и биоаналогов.
До слияния в 1996 году с Ciba-Geigy и образованием компании Novartis, Sandoz Pharmaceuticals (Sandoz AG) была фармацевтической компанией, штаб-квартира которой находилась в Базеле, Швейцария (как и Ciba-Geigy). Она была известна как разработчик циклоспорина, предназначенного для применения в области трансплантологии; нейролептика клозапина; тиоридазина и мезоридазина для лечения психических расстройств, а также созданием препарата на основе эрготамина и кофеина и суппозиториев тиэтилперазина, применявшихся для лечения мигрени.

## Деятельность
Компания занимается разработкой и производством воспроизведённых лекарственных средств и биоаналогов. Продуктовый портфель «Сандоз» состоит из более чем 1,100 химических соединений, глобальный портфель включает 7 одобренных биоаналогов.
Объём продаж «Сандоз» в мире за 2017 год составил $10.1 млрд.

### Биоаналоги
К биологическим препаратам относят лекарственные средства, активной субстанцией которых является биологическое вещество, полученное (выделенное) из биологического источника при помощи одного из биотехнологических методов: технологии рекомбинантной ДНК; контролируемой экспрессии генов, кодирующих выработку биологически активных белков; методов гибридом и моноклональных антител.
Биоаналоги — биологические лекарственные препараты, схожие по параметрам качества, эффективности и безопасности с референтным биологическим лекарственным препаратом, имеют такую же лекарственную форму и идентичный способ введения.
«Сандоз» — первая фармацевтическая компания, зарегистрировавшая свои биоаналоги в Европе, Японии и США.
Компания также занимается разработкой новых молекул, в том числе для лечения нейтропении, индуцированной химиотерапией; для лечения злокачественных и аутоиммунных заболеваний.

### Антибиотики
В 1946 году в австрийской коммуне Кундль была основана компания «Биохеми» (Biochemie) для производства и поставки пенициллина местному населению. В 1951 году исследователи Бранди и Маргрейтер совершили открытие кислотоустойчивого пенициллина для перорального применения. В 1963 году «Сандоз» покупает «Биохеми» и начинает широкомасштабное производство антибиотиков.
«Сандоз» входит в тройку крупнейших мировых компаний по производству амоксициллина, выпуская препарат в 127 странах мира. Также компания производит амоксициллин клавуланат.

### Другие разработки
В 1938 году Альберт Хофман (Базель, Швейцария) впервые получил вещество LSD-25. Поначалу препарат использовался в психиатрии (для лечения шизофрении), затем его начали применять в лечении депрессии, амнезии, алкоголизма, героиновой и кокаиновой зависимости. Производство было прекращено в 1966 году.
В 1972 году в лабораториях «Сандоз» (Базель, Швейцария) было открыто действие циклоспорина, который используется в трансплантологии и для лечения увеитов, нефротического синдрома, ревматоидного артрита, псориаза, атопического дерматита. Входит в перечень ЖНВЛП.
В 1974 году в Вене компанией Sandoz Research Institute был открыт нафтифин (противогрибковое средство для наружного применения из класса аллиламинов). Вещество используется в лечении грибковых заболеваний ногтей и кожи.

## История
История «Сандоз» началась в 1886 году, когда Альфред Керн и Эдуард Сандоз основали в Базеле (Швейцария) химическую компанию «Керн и Сандоз» (Chemical Company Kern & Sandoz). В основном компания занималась промышленными красителями, среди которых в числе первых были произведены ализарин и аурамин. В 1895 году умирает Альфред Керн, компания становится корпорацией Chemische Fabrik vormals Sandoz. В этом же году она начинает выпуск первого лекарственного вещества, жаропонижающего — антипирина.
Дальнейшее развитие компании в области фармацевтики продолжилось в 1917 году под руководством Артура Штолля, который является основателем фармацевтического направления в Сандоз. В 1918 году Артур выделил эрготамин из спорыньи, вещество использовалось для лечения мигрени и головных болей.
В 1927 году компания произвела запуск глюконата кальция — органический раствор соли кальция, полученный химическим способом из глюкозы. Продукт обладал абсолютно нейтральным вкусом, что дало ему значительное преимущество по сравнению с препаратами, ранее вышедшими на рынок (в наиболее распространённой форме для перорального применения хлорид кальция обладал неприятным горько-солёным вкусом, и лечение нередко приводило к расстройству пищеварения).
С 1929 года компания начала производство химикатов для текстиля, кожи и бумаги, а также для сельского хозяйства.
В 1939 году название Chemical Company Kern & Sandoz сменили на Sandoz Ltd.
В 1946 году в Австрии независимо от «Сандоз» была основана компания «Биохеми», которая занималась производством и поставкой дефицитного пенициллина. В 1951 году два исследователя из «Биохеми ГмбХ» открыли кислотостойкий пенициллин, так появилась возможность применения препарата перорально.
В 1963 году «Сандоз» приобрела «Биохеми ГмбХ», началось масштабное производство антибиотиков и веществ, разработанных на основе биотехнологий.
В 1964 году компания открывает свои первые зарубежные офисы.
В 1967 году компания сливается с «Вандер Лтд.» и начинает производство диетического питания («Овалтин», «Изостар»).
В 1974 году на фабрике Sandoz-Wander в Берне (Швейцария) запустили программу исследований веществ, оказывающих влияние на центральную нервную систему. Во время исследований была открыта неизвестная химическая реакция, результатом которой стало вещество, позже получившее название нафтифин. Тесты показали, что раствор вещества позволяет эффективно бороться с грибковыми заболеваниями, оказывающими негативное влияние на здоровье человека. Открытие привело к появлению на рынке в 1985 году крема, обладающего противогрибковым действием, и позволяющего с грибком на кожных покровах и ногтях, а также с раздражением кожи, вызванным грибковыми инфекциями. Затем ученые из исследовательского института Sandoz в 1980 году синтезировали ещё одно вещество, обладающее противогрибковым действием — тербинафин).
В 1975 году компания выходит на сельскохозяйственный рынок с приобретением компании по производству семян «Америкен Роджерс Сидс Ко».
В 1982 году происходит слияние с шведским производителем хрустящих хлебцев «Васа», а в 1994 — с компанией «Гербер Бебифуд».
1 ноября 1986 года произошел пожар в складском помещении производственного предприятия, что привело к выбросу большого количества пестицидов в Верхний Рейн, в результате которого погибла рыба и другие речные организмы.
В мае 1986 года «Сандоз» поставляла в СССР лекарства и оборудование для лечения операторов и пожарных, пострадавших при аварии на Чернобыльской АЭС. Поставки были организованы доктором Робертом Гейлом и Армандом Хаммером.
1995 год — в компании создается новая операционная структура: фармацевтические препараты, питание, агробизнес/химикаты.
В 1996 году произошло слияние «Сандоз» и «Сиба-Гейги», в результате которого образовалась группа «Новартис». «Биохеми ГмбХ» становится глобальной штаб-квартирой подразделения дженериковых лекарственных препаратов.
В 2002 году «Сандоз» приобретает «Лек Фармасьютикалс д.д.» — крупнейшую фармацевтическую компанию в Словении.
В 2003 году «Новартис» объединила все свои международные производства дженериков под единым брендом «Сандоз».
В 2005 году «Сандоз» приобретает «Гексал» и «Эон Лабс», выходит на рынки США и Германии.
В 2006 году «Сандоз» становится первой фармацевтической компанией-производителем дженериков, получившей одобрение на производство биоаналога в ЕС и США.
В 2009 году «Сандоз» завершает сделку по приобретению специализированного подразделения по производству инъекционных дженериков для лечения онкологических заболеваний «ЭБЕВЕ Фарма».

## «Сандоз в России»
Генеральный директор «Сандоз» в России — Анна Бочкарева (с 1 октября 2023 года). Представительство компании находится в Москве, открыто в 1993 году.
19 июня 2015 года состоялось открытие первого в России фармацевтического завода полного цикла «Новартис Нева» на площадке «Новоорловская» в Санкт-Петербурге. На заводе производятся лекарственные средства для применения в области кардиологии, неврологии, трансплантологии, онкологии, гастроэнтерологии и диабета.
Препараты компании становились лауреатами премий «Народная Марка» — 2017 и Russian Pharma Awards 2017.